# Distrito de Selandia Occidental
El distrito de Selandia Occidental (Vestsjællands Amt en danés) era uno de los 16 distritos en que se dividía administrativamente Dinamarca hasta 2006. Como su nombre lo indica, el distrito comprendía gran parte de la zona occidental de la isla de Selandia (Sjælland). Su capital era la ciudad de Sorø, que a pesar de no ser la principal ciudad del distrito, es de gran valor histórico.
A partir del 1 de enero de 2007, el distrito fue integrado en la nueva región de Selandia, como parte de la reforma administrativa implementada en el país.
Muchos de los habitantes de este distrito, si bien viven aquí, en general trabajan en la cercana Copenhague, la capital del país.
Estaba compuesto por 23 comunas:
| - Bjergsted - Dianalund - Dragsholm - Fuglebjerg - Gørlev - Hashøj - Haslev - Holbæk - Hvidebæk - Høng - Jernløse - Kalundborg | - Korsør - Nykøbing-Rørvig - Ringsted - Skælskør - Slagelse - Sorø - Stenlille - Svinninge - Tornved - Trundholm - Tølløse |